# Thân Cảng

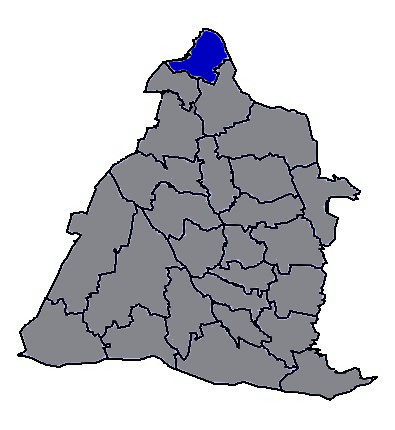
Vị trí tại Chương Hóa

Thân Cảng (tiếng Trung: 伸港鄉; bính âm: Shēngǎng Xiāng) là một hương (xã) của huyện Chương Hóa, tỉnh Đài Loan, Trung Hoa Dân Quốc (Đài Loan). Hương nằm ở cực bắc của huyện và có biệt danh "ngư mễ chi hương" do phát triển cả về ngư nghiệp và nông nghiệp. Tổng diện tích của Thân Cảng là 22,3264 km², dân số vào tháng 8 năm 2011 là 35.869 người thuộc 9.041 hộ gia đình, mật độ cư trú đạt 1606,6 người/km².